# Amalrik III van Évreux
Amalrik III van Évreux ook bekend als Amalrik V van Montfort (overleden rond 1191) was van 1181 tot aan zijn dood graaf van Évreux. Hij behoorde tot het huis Montfort-l'Amaury.

## Levensloop
Amalrik III was de oudste zoon van heer Simon III van Montfort uit diens huwelijk met Mathilde, wier afkomst onbekend gebleven is. 
Na de dood van zijn vader in 1181 erfde hij het graafschap Évreux, terwijl zijn jongere broer Simon van Montfort de overige bezittingen van de familie verwierf.
Amalrik huwde met Mabel, dochter en erfgename van William FitzRobert, de tweede graaf van Gloucester. Ze hadden een zoon Amalrik IV (overleden rond 1213), die zijn vader opvolgde als graaf van Évreux. Hoewel Amalrik na de dood van zijn schoonvader in 1183 duidelijke aanspraken op Gloucester had, werd het graafschap onmiddellijk bezet door de troepen van koning Hendrik II van Engeland.
Hij stierf tijdens zijn deelname aan de Derde Kruistocht, vermoedelijk rond het jaar 1191. Volgens zijn overlijdensbericht dat uitgevaardigd werd door de kathedraal van Évreux overleed Amalrik op 13 maart, zonder een specifiek jaartal te vernoemen. Er werd wel vermeld dat hij de kathedraal veel solidi naliet. In elk geval was zijn zoon bij zijn overlijden nog minderjarig. 
Ondanks de troonsbestijging vanAmalrik IV regeerde hij vermoedelijk nooit daadwerkelijk over het graafschap, aangezien het in 1199 werd geannexeerd door koning Filips II van Frankrijk. In tegenstelling tot zijn vader slaagde Amalrik VI er wel in om het graafschap Gloucester te bemachtigen.